# سو کارول
سو کارول (انگلیسی: Sue Carol; ‏ ۳۰ اکتبر ۱۹۰۶ – ۴ فوریهٔ ۱۹۸۲) یک هنرپیشه اهل ایالات متحده آمریکا بود. وی بین سال‌های ۱۹۲۷ تا ۱۹۳۷ میلادی فعالیت می‌کرد.

## بخشی از فیلمشناسی
از فیلم‌ها یا برنامه‌های تلویزیونی که وی در آن نقش داشته‌است می‌توان به آثار زیر اشاره کرد.
- آسمان‌خراش (۱۹۲۸)
- سیرک هوایی (۱۹۲۸)